# 2702 Batrakov
2702 Batrakov (1978 SZ2) là một tiểu hành tinh nằm phía ngoài của vành đai chính được phát hiện ngày 16 tháng 9 năm 1978 bởi Zhuravleva, L. ở Nauchnyj.